# Chorizagrotis flavogrisea
Chorizagrotis flavogrisea là một loài bướm đêm trong họ Noctuidae.